# Pasmo Oblęgorskie
Pasmo Oblęgorskie – pasmo Gór Świętokrzyskich. Rozciąga się od doliny Łosośny w okolicach wsi Kuźniaki na zachodzie po dolinę Bobrzy na wschodzie. Zbudowane jest z piaskowców triasowych. Część pasma porośnięta jest lasem z przewagą jodły, dębu i buka.
Przez pasmo przebiega  Główny Szlak Świętokrzyski im. Edmunda Massalskiego z Gołoszyc do Kuźniaków.

## Główne szczyty
- Siniewska Góra – 449 m n.p.m.
- Barania Góra – 427 m n.p.m.
- Perzowa – 396 m n.p.m.
- Kuźniacka Góra – 366 m n.p.m.
- Zachętna – 324 m n.p.m.
- Gomek (Bobrska) – 321 m n.p.m.